# Left Book Club
Left Book Club (engelska: 'Vänsterbokklubben') var en vänsterorganisation i Storbritannien verksam mellan 1936 och 1948. Organisationen leddes av Victor Gollancz, en socialistisk och humanistisk förläggare och som senare blev adlad 1965. Left Book Club hade snart ökat sitt medlamsantal till 57 000 vid utbrottet av andra världskriget, uppdelade på cirka 1 500 celler (så kallade 'Left Discussion Groups') över hela landet. 
Varje månad valdes en bok av Gollancz och hans medhjälpare Harold Laski, som 1945–1946 var partiordförande för Labour, och John Strachey, tidigare Labourpolitiker som 1931 blev medlem i Storbritanniens kommunistiska parti. Den valda litteraturen var av allmän karaktär, även om alltid med vänsterprägel - historia, politiska och vetenskapliga rapporter, liksom romaner. 
Fram till Molotov-Ribbentroppakten 1939 var litteraturen ofta skriven av medlemmar av kommunistpartiet eller andra vänsterorganisationer. Den politiska ståndpunkten var tydligt pro-stalinistisk och därmed hyllande Sovjetunionen och öppet försvarande samtida Moskvarättegångarna. Klubben undvek medvetet alla skrifter kritiska mot Stalin och den sovjetiska politiken (som till exempel George Orwells starkt kommunismkritiska Hyllning till Katalonien och Eugene Lyons desillusionerade rapport från en resa till Sovjetunionen, Assignment in Utopia). Bland publikationer som gav en i allmänhet positiv bild av Sovjetunionen fanns bland annat: R. Page Arnots A Short History of the Russian Revolution: From 1905 to the Present Day, Dudley Collards Soviet Justice and the Trial of Radek and Others (till försvar av de politiska uppvissningsprocesserna i Sovjetunionen), Pat Sloans Soviet Democracy, Sidney och Beatrice Webbs Soviet Communism: A New Civilisation, J. R. Campbells Soviet Policy and Its Critics och Hewlett Johnsons The Socialist Sixth of the World. Ett undantag från detta skedde dock 1937, då Left Book Club publicerade George Orwells The Road to Wigan Pier.
1940 bröt Gollancz med kommunistpartiet och 1941 publicerades essäsamlingen Betrayal of the Left, som bestod av hans egna och George Orwells texter, vilka tog avstånd från det brittiska kommunistpartiet och dess stöd för Molotov-Ribbentroppakten 1939. Därefter och fram till nedläggningen 1948 blev litteraturvalet demokratiskt socialistiskt.
De konservativa bildade i London Right Book Club som dock inte matchade Gollanczs och Left Book Clubs popularitet och livskraft.